# Oxychilus lineolatus
Oxychilus lineolatus is een slakkensoort uit de familie van de Oxychilidae. De wetenschappelijke naam van de soort is voor het eerst geldig gepubliceerd in 1991 door Frias Martins & Ripken.